# Willi Rothley
Willi Rothley (ur. 15 grudnia 1943 w Bottenbach) – niemiecki polityk, prawnik, przez cztery kadencje poseł do Parlamentu Europejskiego (1984–2004).

## Życiorys
W 1963 zdał egzamin maturalny, odbył dwuletnią służbę wojskową, po czym studiował nauki prawne w Tybindze i Frankfurcie nad Menem. W 1974 rozpoczął praktykę adwokacką w ramach powołanej z partnerami kancelarii w Kaiserslautern. Był także wykładowcą akademickim, dyrektorem zarządzającym fundacji. Współtworzył akademię prawa europejskiego w Trewirze.
Wstąpił do Socjaldemokratycznej Partii Niemiec. Pełnił funkcję wiceprzewodniczącego tego ugrupowania w Nadrenii-Palatynacie. Od 1979 do 1984 był posłem do landtagu w tym kraju związkowym.
W 1984 z listy SPD po raz pierwszy objął mandat deputowanego do Parlamentu Europejskiego. W wyborach w 1989, 1994 i 1999 z powodzeniem ubiegał się o reelekcję. Był m.in. członkiem grupy socjalistycznej, wiceprzewodniczącym Komisji ds. Kwestii Prawnych i Praw Obywatelskich (1989–1999), wiceprzewodniczącym Komisji Prawnej i Rynku Wewnętrznego (1999–2004).